# Hemadona
Hemadona is een geslacht van eenoogkreeftjes uit de familie van de Clausidiidae. 
De wetenschappelijke naam van het geslacht is voor het eerst geldig gepubliceerd in 2004 door Kim I.H..

## Soorten
- Hemadona clavicrura Ho & I.H. Kim, 2004